# Sobredosis de antidepresivos tricíclicos
La sobredosis de antidepresivos tricíclicos es la intoxicación causada por un exceso de medicación del tipo antidepresivo tricíclico (ATC). Los síntomas pueden incluir temperatura corporal elevada, visión borrosa, pupilas dilatadas, somnolencia, confusión, convulsiones, frecuencia cardíaca rápida y paro cardíaco. Si los síntomas no han ocurrido dentro de las seis horas de exposición, es poco probable que ocurran.
La sobredosis de ATC puede ocurrir por accidente o intencionalmente en un intento de causar la muerte. La dosis tóxica depende del ATC específico. La mayoría no son tóxicos a menos de 5 mg/kg, excepto para desipramina, nortriptilina y trimipramina, que generalmente son no tóxicos a menos de 2,5 mg/kg. En niños pequeños, una o dos pastillas pueden ser fatales. Se debe incluir un electrocardiograma (ECG) en la evaluación cuando exista sospecha de una sobredosis.
En sobredosis suele recomendarse carbón activado. Las personas no deben ser forzadas a vomitar. En aquellos que tienen un complejo QRS ancho (>100 ms) se recomienda bicarbonato de sodio. Si se producen convulsiones, se deben administrar benzodiacepinas. En personas con presión arterial baja, se pueden usar líquidos intravenosos y norepinefrina. El uso de la emulsión lipídica intravenosa también puede ser probado.
A principios de la década del 2000, los ATC eran una de las causas más comunes de envenenamiento. En los Estados Unidos, en 2004, hubo más de 12.000 casos. En el Reino Unido se produjeron alrededor de 270 muertes al año. Una sobredosis de ATC se informó por primera vez en 1959.

## Signos y síntomas
El sistema nervioso autónomo periférico, el sistema nervioso central y el corazón son los principales sistemas que se ven afectados después de una sobredosis. Los síntomas iniciales o leves generalmente se desarrollan dentro de las 2 horas e incluyen taquicardia, somnolencia, sequedad de boca, náuseas y vómitos, retención de orina, confusión, agitación y dolor de cabeza. Las complicaciones más graves incluyen hipotensión, alteraciones del ritmo cardíaco, alucinaciones y convulsiones. Las anomalías en el electrocardiograma (ECG) son frecuentes y puede ocurrir una gran variedad de arritmias cardíacas, la más común es la taquicardia sinusal y el retraso de la conducción intraventricular, lo que resulta en la prolongación del complejo QRS y de los intervalos PR/QT. Las convulsiones, las arritmias cardíacas y la apnea son las complicaciones más importantes que ponen en peligro la vida.

## Causa
Los tricíclicos tienen un índice terapéutico estrecho, es decir, la dosis terapéutica está cerca de la dosis tóxica. Los factores que aumentan el riesgo de toxicidad incluyen la edad avanzada, el estado cardíaco y el uso concomitante de otros medicamentos. Sin embargo, los niveles séricos de fármacos no son útiles para evaluar el riesgo de arritmia o convulsiones en sobredosis de tricíclicos.

## Fisiopatología
La mayoría de los efectos tóxicos de los ATC son causados por cuatro efectos farmacológicos principales. Los ATC tienen efectos anticolinérgicos, causan un bloqueo excesivo de la recaptación de norepinefrina en la sinapsis preganglionar, un bloqueo alfa adrenérgico directo y, lo que es más importante, bloquean los canales de la membrana de sodio con la desaceleración de la despolarización de la membrana, por lo que tienen efectos similares a la quinidina en el miocardio.

## Diagnóstico

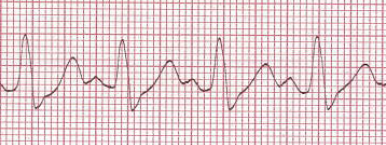
Ensanchamiento del QRS observado en una persona que ha tenido una sobredosis de TCA

En general, no se dispone de un análisis de sangre específico para verificar la inteoxicación. Se debe incluir un electrocardiograma (ECG) en la evaluación cuando exista sospecha de una sobredosis.

## Tratamiento
Las personas con síntomas generalmente se monitorean en una unidad de cuidados intensivos durante un mínimo de 12 horas, con especial atención a la mantención de las vías respiratorias, junto con el monitoreo de la presión arterial, el pH arterial y el monitoreo continuo mediante ECG. Se administra terapia de apoyo si es necesario, incluido el apoyo respiratorio y la mantención de la temperatura corporal. Una vez que una persona ha tenido un ECG normal por más de 24 horas, en general está médicamente limpia.

### Descontaminación
El tratamiento inicial de una sobredosis aguda incluye la descontaminación gástrica. Esto se logra administrando carbón activado, que absorbe el fármaco en el tracto gastrointestinal ya sea por vía oral o por medio de una sonda nasogástrica. El carbón activado es más útil si se administra dentro de 1 a 2 horas después de la ingesta. En general, no se recomiendan otros métodos de descontaminación, como las bombas estomacales, la emesis inducida por ipecacuana o la irrigación intestinal total en la intoxicación por ATC. Las bombas estomacales pueden considerarse dentro de la primera hora después de la ingesta, pero la evidencia para apoyar la práctica es deficiente.

### Medicación
La administración de bicarbonato de sodio por vía intravenosa como antídoto ha demostrado ser un tratamiento eficaz para resolver la acidosis metabólica y las complicaciones cardiovasculares de la intoxicación por ATC. Si la terapia con bicarbonato de sodio no mejora los síntomas cardiacos, se pueden usar fármacos antiarrítmicos convencionales o magnesio para revertir cualquier anomalía cardiaca. Sin embargo, no se ha demostrado ningún beneficio de los fármacos antiarrítmicos de Clase 1; parece que empeoran el bloqueo del canal de sodio, disminuyen la velocidad de conducción y reducen la contractilidad y deben evitarse en el envenenamiento por ATC. La presión arterial baja se trata inicialmente con líquidos junto con bicarbonato para revertir la acidosis metabólica (si está presente), si la presión arterial permanece baja a pesar de los líquidos, se pueden usar medidas adicionales como la administración de epinefrina, norepinefrina o dopamina para aumentar la presión arterial.
Otro síntoma potencialmente grave son las convulsiones: las convulsiones a menudo se resuelven sin tratamiento, pero la administración de una benzodiazepina u otro anticonvulsivo puede ser necesaria para una actividad muscular persistente. La fisostigmina no desempeña ningún papel en el tratamiento de la toxicidad tricíclica, ya que puede aumentar la toxicidad cardíaca y provocar convulsiones. En casos de sobredosis severa de ATC que son refractarios a la terapia convencional, se ha informado que la terapia de emulsión lipídica intravenosa mejora los signos y síntomas en pacientes moribundos que sufren intoxicaciones que involucran varios tipos de sustancias lipofílicas, por lo que los lípidos pueden tener un papel en el tratamiento de casos severos refractarios de sobredosis de ATC.

### Diálisis
Los antidepresivos tricíclicos están altamente unidos a las proteínas y tienen un gran volumen de distribución; por lo tanto, es improbable que la eliminación de estos compuestos de la sangre con hemodiálisis, hemoperfusión u otras técnicas tenga algún beneficio significativo.

## Epidemiología
Los estudios realizados en la década de 1990 en Australia y en el Reino Unido mostraron que entre el 8 y el 12% de las sobredosis de fármacos se produjeron después de la ingesta de ATC. Los ATC pueden estar involucrados en hasta el 33% de todos los envenenamientos fatales, solo después de los analgésicos. Otro estudio informó que el 95% de las muertes por antidepresivos en Inglaterra y Gales entre 1993 y 1997 se asociaron con antidepresivos tricíclicos, en particular dosulepina y amitriptilina. Se determinó que había 5,3 muertes por cada 100.000 prescripciones. Los bloqueadores de los canales de sodio, como Dilantin, no deben utilizarse en el tratamiento de una sobredosis de ATC, ya que el bloqueo de Na+ aumentará el intervalo QT .